# Breakbot
Thibaut Jean-Marie Michel Berland (Yvelines, Francia; 5 de octubre de 1981) más conocido por su nombre artístico Breakbot, es un rapero, productor y DJ francés de música house, synthpop e indie.

## Carrera musical
Estudiaría en Supinfocom, una universidad de computación gráfica. El colaboraría junto a Oury Atlan y Damien Ferrié en la producción del cortometraje «Overtime» en 2005, cortometraje que ganaría en el Ottawa International Animation Festival de ese año.
En 2007, Breakbot participaría en el diseño gráfico del primer álbum de estudio publicado por el grupo Justice, «†» en donde conocería a Pedro Winter, fundador de la compañía discográfica Ed Banger Records, quien posteriormente contrataría a Breakbot.
Breakbot conseguiría popularidad por sus remixes, siendo sus remixes más populares los que usaban canciones de Röyksopp, Digitalism y Chromeo. El video musical de la canción «Baby I'm Yours» junto a Christopher Irfane, sería dirigido por Irina Dakeva y aparecería en MTV Pulse en Francia. El video musical sería nominado como «Mejor video musical de música pop/dance/urbana» y «Mejor animación» durante los UK Music Video Awards en octubre de 2010.
En febrero de 2016, Breakbot lanzaría su segundo álbum «Still Waters», compuesto y producido con Christopher Irfane. La canción «Star Tripper» sería incluido en el álbum «Star Wars Headscape», álbum recopilatorio publicado por Disney para la película Star Wars.

## En la cultura popular

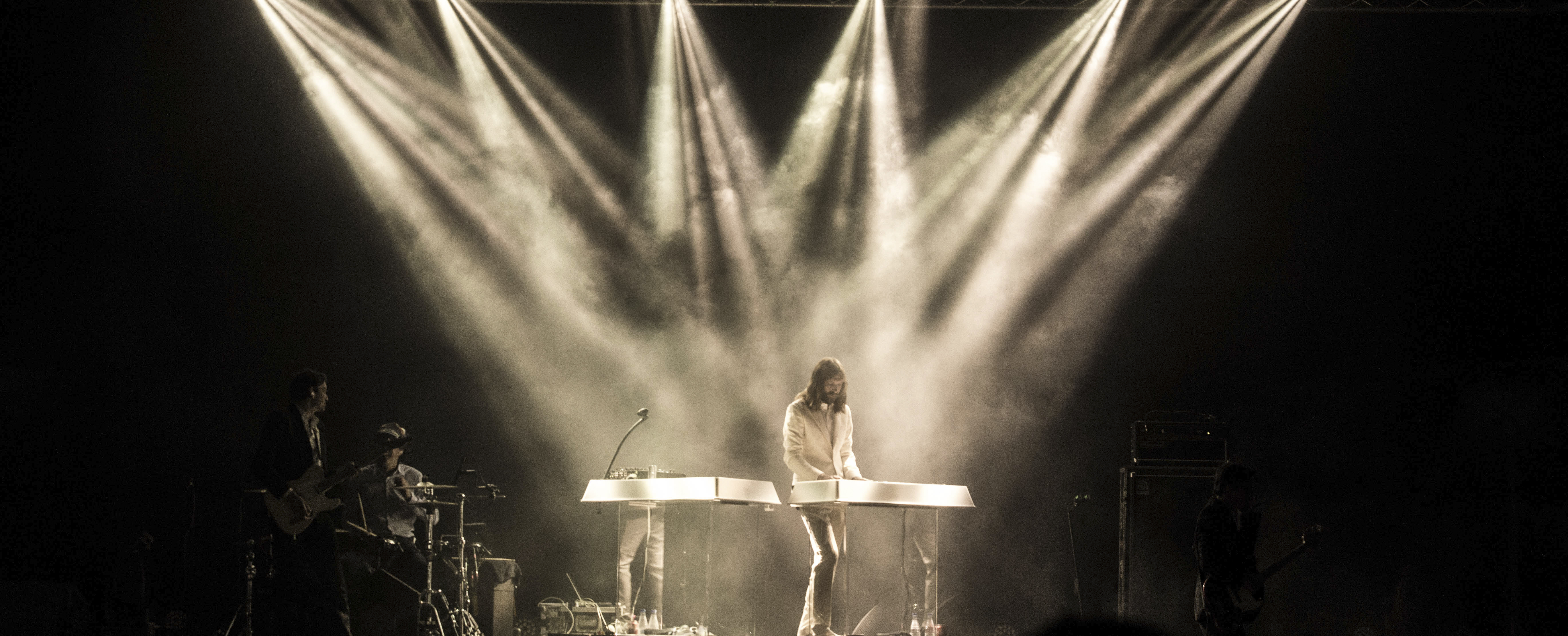
Breakbot en el Festival Internacional de Benicasim en la Comunidad Valenciana,España, 2016.

El remix de la canción «Baby» compuesta por Pnau sería usada en el videojuego Gran Turismo 5, junto a «Penelope Pitstop». La canción «Get Lost» también haría aparición en un videojuego de carreras, más específicamente, Forza Horizon 3.
Parte de la popularidad que Breakbot conseguiría se debería a las similitudes entre la canción «Baby I'm Yours»  y la canción de 2012 «Treasure» hecha por Bruno Mars, siendo la última re-incluida en ASCAP con más información sobre créditos, los cuales incluirían a Christopher Irfane, debido a las similitudes de las canciones. En mayo de 2013 durante una entrevista con TMT (Tiny Mix Tapes), Breakbot mencionaría que el jefe de Because Music, mencionaría que Bruno quería hacer un cover de la canción «Baby I'm Yours», Breakbot mencionaría que la canción «Treasure» sería un rip-off de su canción, pero que "no le importaba".
A finales de 2018, el sencillo «Baby I'm Yours» se convertiría en un meme de internet junto con el anuncio de Paul Bremer sobre la captura de Saddam Hussein.

## Discografía

### Álbumes de estudio
| Nombre       | Detalles de álbum | Posición | Posición |
| Nombre       | Detalles de álbum | FRA      | BEL      |
| ------------ | --- | -------- | -------- |
| By Your Side | - Lanzamiento: 14 de septiembre de 2012 - Sello: Ed Banger, Because Music - Formato: CD, LP, Descarga digital, Streaming | 19       | 160      |
| Still Waters | - Lanzamiento: 5 de febrero de 2016 - Sello: Ed Banger, Because Music - Formato: CD, LP, Descarga digital, Streaming     | 41       | –        |

### EPs
| Título                             | Detalles de EP                                                         | Posición |
| Título                             | Detalles de EP                                                         | FRA      |
| ---------------------------------- | ---------------------------------------------------------------------- | -------- |
| Happy Rabbit EP                    | - Lanzamiento: 2007                                                    | –        |
| Baby I'm Yours                     | - Lanzamiento: 25 de febrero de 2010 - Sello: Ed Banger, Because Music | –        |
| Baby I'm Yours Remix EP            | - Lanzamiento: 2 de julio de 2010 - Sello: Ed Banger, Because Music    | –        |
| Fantasy                            | - Lanzamiento: 17 de julio de 2011 - Sello: Ed Banger, Because Music   | –        |
| One Out of Two                     | - Lanzamiento: 15 de junio de 2012 - Sello: Ed Banger, Because Music   | 185      |
| You Should Know                    | - Lanzamiento: 28 de junio de 2013 - Sello: Ed Banger, Because Music   | –        |
| “–” Denota EPs que no clasificaron |                                                                        |          |

### Sencillos
| Título                                    | Año  | Posición | Álbum                   |
| Título                                    | Año  | FRA      | Álbum                   |
| ----------------------------------------- | ---- | -------- | ----------------------- |
| Fantasy (con Ruckazoid)                   | 2011 | 38       | By Your Side            |
| Baby I'm Yours (con Christopher Irfane)   | 2011 | 28       | By Your Side            |
| One Out of Two (con Christopher Irfane)   | 2012 | 45       | By Your Side            |
| Break of Dawn                             | 2012 | 117      | By Your Side            |
| You Should Know (con Ruckazoid)           | 2013 | –        | By Your Side            |
| Get Lost                                  | 2015 | 66       | Still Waters            |
| My Toy                                    | 2016 | 108      | Still Waters            |
| Another You (con Ruckazoid)               | 2018 | –        | Another You             |
| Be Mine Tonight (con Delafleur)           | 2020 | –        | No pertenece a un álbum |
| “–” Denota elementos que no clasificaron. |      |          |                         |

### Colaboraciones
| Año  | Artista | Canción         |
| ---- | ------- | --------------- |
| 2009 | DatA    | So Much In Love |
| 2020 | Yuksek  | The Only Reason |

### Remixes
| Año  | Artista             | Título                                                            |
| ---- | ------------------- | ----------------------------------------------------------------- |
| 2006 | Justice             | "Let There Be Light" (Breakbot Remix)                             |
| 2007 | DatA                | "Aerius Light" (Breakbot's Rework)                                |
| 2007 | Arrow               | "D.O.E.S" (Breakbot's French Pute Mix)                            |
| 2008 | Pacific!            | "Runway to Elsewhere" (Breakbot Remix) "Hold Me" (Breakbot Remix) |
| 2008 | Metronomy           | "A Thing For Me" (Breakbot Remix)                                 |
| 2008 | Late of the Pier    | "Bathroom Gurgle" (Breakbot Remix)                                |
| 2008 | Fatlip              | "What's Up Fatlip?" (Breakbot RMX)                                |
| 2008 | Alb                 | "Sweet Sensation" (Breakbot Remix)                                |
| 2008 | Digitalism          | "Apollo-Gize" (Breakbot 'Hypnotoad' Extended Remix)               |
| 2008 | ZZZ                 | "Lion" (Breakbot Remix)                                           |
| 2008 | Evil Nine           | "They Live!" (Breakbot Remix)                                     |
| 2008 | Van She             | "Kelly" (Breakbot Remix)                                          |
| 2008 | Sneaky Sound System | "When We Were Young" (Breakbot Remix)                             |
| 2008 | Pnau                | "Baby" (Breakbot Remix)                                           |
| 2009 | Yuksek              | "Extraball" (Breakbot Remix)                                      |
| 2009 | Röyksopp            | "Happy Up Here" (Breakbot Remix)                                  |
| 2009 | Sébastien Tellier   | "Roche" (Breakbot Remix)                                          |
| 2009 | Séverin             | "The Edge of a Sunday" (Breakbot Remix)                           |
| 2009 | The Rakes           | "That's the Reason" (Breakbot Remix)                              |
| 2010 | Jan Turkenburg      | "In My Spaceship" (Breakbot Remix)                                |
| 2010 | Air                 | "So Light Is Her Footfall" (Breakbot Remix)                       |
| 2010 | Kavinsky            | "Nightcall" (Breakbot Remix)                                      |
| 2010 | Jamaica             | "I Think I Like U 2" (Breakbot Remix)                             |
| 2010 | Aeroplane           | "Without Lies" (Breakbot Remix)                                   |
| 2010 | Matthew Dear        | "You Put a Smell On Me" (Breakbot Remix)                          |
| 2011 | Chromeo             | "When The Night Falls" (Breakbot Remix)                           |

### Filmografía
- «Overtime» cortometraje de 2005 hecho en colaboración con Oury Atlan y Damien Ferrie.[2]